# 法爾默河
51°21′49″N 8°23′56″E / 51.36361°N 8.39889°E
法爾默河（德語：Valme），是德國的河流，位於該國西部，流經北萊茵-威斯特法倫州，屬於魯爾河的左支流，河道全長19.7公里，流域面積62.7平方公里。